# Argiope lobata
Argiope lobata, аргіопа дольчаста, аргіопа виїмчаста — яскравий павук з родини колопрядів, з черевцем оригінальної хвилястої форми. Поширений у помірному й субтропічному поясі Палеарктики, зокрема в Україні.

## Опис
Павук виглядає досить екзотично за рахунок лопатей на черевці. Зверху головогруди вкриті густими білими волосками, від чого здаються сріблястими. Черевце павука сріблясто-біле, з глибокими виїмками по краях. Ноги довгі, світло-бурі, з темними кільцями.
Дорослі самиці мають розмір від 1,5 до 2,5 сантиметрів. Самці дрібніші, менш яскраві, до 5-8 міліметрів у довжину і значно тендітніші.

## Спосіб життя і поведінка

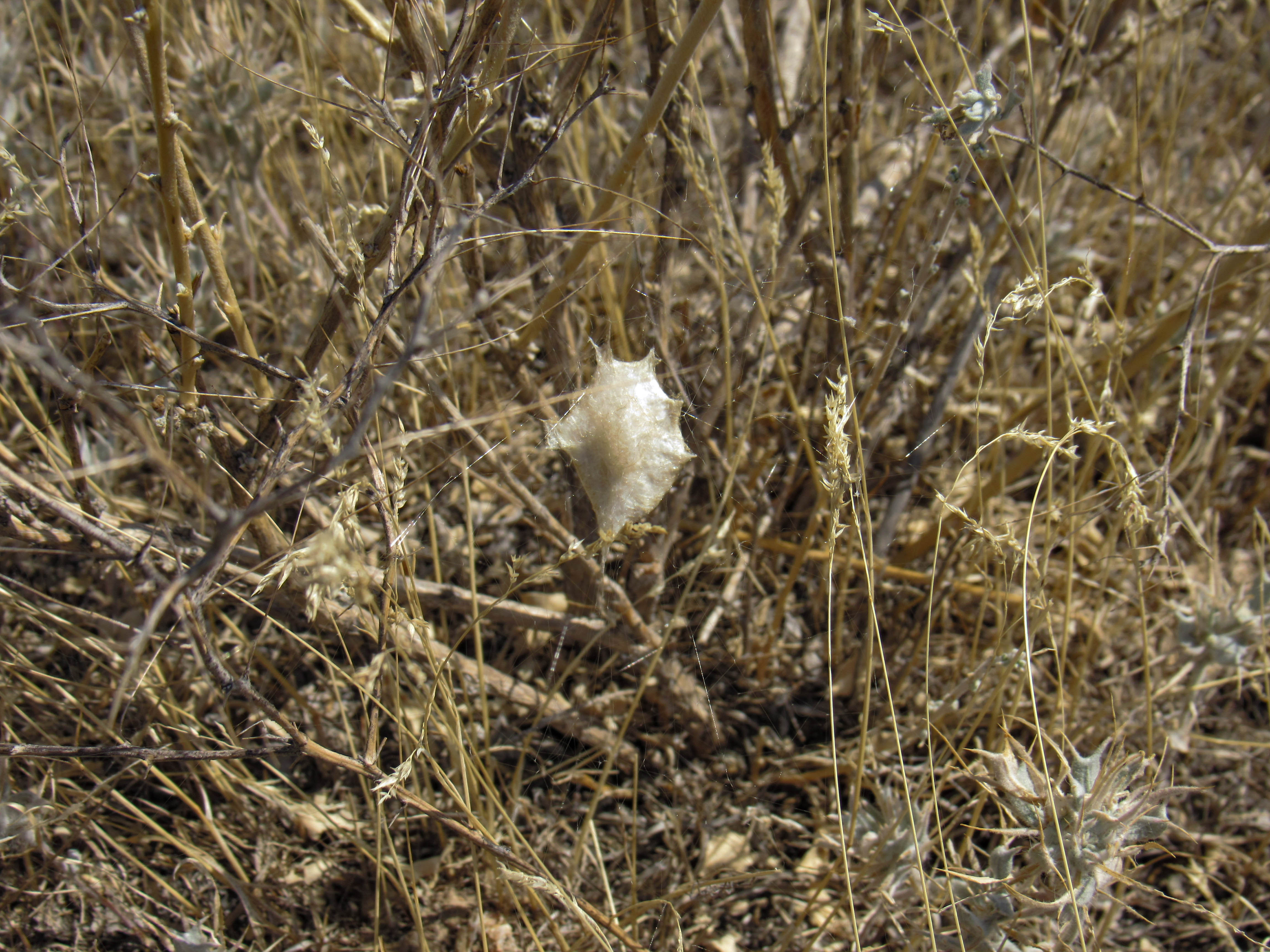
Кокон з яйцями

Аргіопа дольчаста обирає для побудови павутини відкриті сонячні місця.

## Розповсюдження
Поширений у помірному й субтропічному поясі Європи, в Африці, Центральній і Південній Азії, Китаї, Далекому Сході. Зустрічається на півдні України.  